# Xanthopan morganii
Xanthopan morganii es una especie de insecto lepidóptero de la familia Sphingidae oriunda de África Oriental (Rodesia y Nyasalandia) y Madagascar. Es la única especie del género Xanthopan. Su existencia fue predicha por Charles Darwin en 1862 en su libro «La fecundación de las orquídeas». Cuando analizó las flores de la orquídea de Madagascar, Angraecum sesquipedale, con un espolón de una longitud de 30 cm dedujo que alguna especie de insecto con una proboscis de esa misma longitud debía polinizarla para que pudiera reproducirse.
En 1867  Alfred Russel Wallace publicó un artículo en apoyo de la hipótesis de Darwin y observó que la Sphingidae africana Xanthopan morganii (conocida entonces como Macrosila morganii) tenía una probóscide casi tan larga como el espolón de la orquídea. Agregó que era posible que una especie o subespecie debía existir en Madagascar, en cumplimiento de los principios evolutivos. Años más tarde, la presencia de tal mariposa fue confirmada en Madagascar, como habían predicho Darwin y Wallace y su lengua tenía el largo adecuado. La polinización de la orquídea fue observada mucho más tarde.
La mariposa fue fotografiada y filmada por primera vez, libando néctar de la orquídea, en la primera década del siglo XXI.
La larva se alimenta de especies de Annona senegalensis, Hexalobus crispiflorus, Uvaria, Ibaria y Xylopia.